# 542 Susanna
542 Susanna
542 Susanna là một tiểu hành tinh ở vành đai chính. Nó được Paul Götz và August Kopff phát hiện ngày 15.8.1904 ở Heidelberg và được đặt theo tên Susanna, bạn của (một trong hai) người phát hiện.